# Cal Fluvià
Cal Fluvià és una obra de Sant Martí de Riucorb (Urgell) inclosa a l'Inventari del Patrimoni Arquitectònic de Catalunya.

## Descripció
Casa de paredat. Té quatre plantes.
La planta baixa presenta la porta principal d'arc de mig punt rebaixat amb columnes adossades a les dues bandes, de gran base, rematades a la part inferior per relleus esculpits a la pedra. Hi ha també dues finestres, una rodona i una quadrada reixada.
A la planta noble hi ha tres portes balconeres amb barana de forja i una finestra.
La segona planta també té tres portes balconeres amb forja i una finestra.
A les golfes s'observen tres finestres amb cornisa.

## Història
Al segle xix aquesta casa arribà a ser una de les principals del poble.
Fa pocs anys s'extingí la descendència, passant la casa a ser habitació de les Germanes Dominiques. Posteriorment passà a mans de Roc Duran.